# کوربارا
کوربارا (به ایتالیایی: Corbara) یک کومونه در ایتالیا است که در استان سالرنو واقع شده‌است. کوربارا ۶٫۶۶ کیلومتر مربع مساحت و ۲٬۵۸۱ نفر جمعیت دارد و ۲۳۲ متر بالاتر از سطح دریا واقع شده‌است.